# Субститут

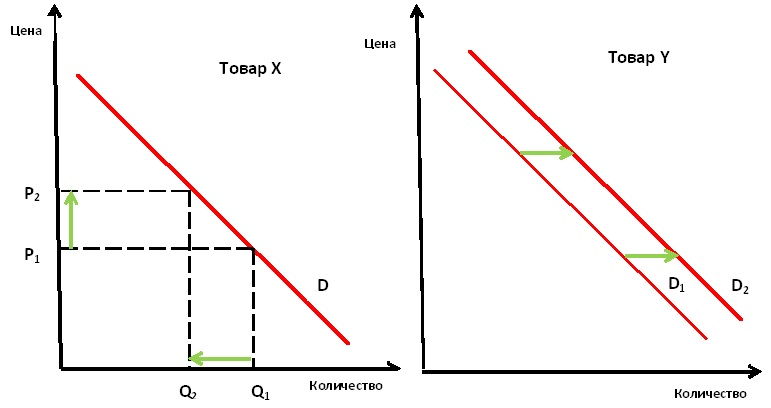
Взаимозаменяемые товары X и Y: рост цены с P1 до P2 товара X приводит к снижению объёма продаж с Q1 до Q2 и к сдвигу кривой спроса с D1 до D2 товара Y.

Товары X и Y взаимозаменяемы и имеют положительное значение перекрестной эластичности спроса: цена товара Y растет, и спрос на товар X растёт.

Взаимозаменяемое благо (взаимозаменяемый товар, субститут (от лат. substitutio — замена)) — товар (или услуга), для которого существует прямое соотношение между ценой на один из них и спросом на другой, то есть снижение (повышение) цены одного товара (услуги) вызывает уменьшение (увеличение) спроса на другой.

## Определение
Согласно К. Р. Макконнеллу и С. Л. Брю взаимозаменяемые товары — это товары (или услуги), для которых существует прямое соотношение между ценой на один из них и спросом на другой, то есть снижение (повышение) цены одного товара (или услуги) вызывает уменьшение (увеличение) спроса на другой (другую).
Взаимозаменяемые товары (субституты) — товары или услуги, у которых рост цены на один товар вызывает увеличение потребления другого, снижение цены на один товар делает для потребителей менее желанным другой товар при прочих равных условиях.
Примерами таких товаров могут быть: апельсины и мандарины, кофе и чай и т. д.
Изменение цен на товары-субституты является одним из основополагающих факторов, влияющих на кривую спроса. Уменьшение цены на первый из товаров-заменителей из взятой пары вызывает сдвиг кривой спроса второго товара влево. К примеру, при снижении цены на чай, многие потребители откажутся покупать привычное им количество кофе по старой цене (учитывая, что они легко могут перейти на ставший более дешёвым чай), произойдёт снижение спроса на кофе и сдвиг кривой спроса влево. Наоборот, при увеличении цены на чай большее число потребителей решит перейти на кофе (то есть при неизменной цене на кофе будет продано большее количество банок, чем раньше), происходит сдвиг кривой спроса вправо.

## Свойства
Товары считаются субститутами, если значение перекрёстной эластичности спроса больше нуля:
{\displaystyle E_{XY}^{D}={\frac {\Delta Q_{X}/Q_{X}}{\Delta P_{Y}/P_{Y}}}={\frac {\Delta Q_{X}}{\Delta P_{Y}}}{\frac {P_{Y}}{Q_{X}}}>0},
где {\displaystyle E_{XY}^{D}} — эластичность спроса двух любых товаров {\displaystyle X} и {\displaystyle Y}, {\displaystyle Q} — количество купленного товара, {\displaystyle P} — цена товара. То есть формула перекрёстной эластичности спроса показывает степень изменения спроса на товар {\displaystyle X} в ответ на изменение цены другого товара {\displaystyle Y}.